# Centrumspel
Den här artikeln använder algebraisk schacknotation för att beskriva schackdragen.
Centrumspel, eller centrumöppningen, är en schacköppning som karaktäriseras av dragen:
1. e4 e5
2. d4 exd4
Det är en äldre öppning som spelades på 1800-talet men numera är ovanlig.
En nackdel med öppningen är att vits dam, efter det vanliga 3.Dxd4 Sc6, måste flytta igen och vit tappar tempo.
Efter 3...Sc6 fortsätter huvudvarianten 4.De3 Sf6 5.Sc3 Lb4 6.Ld2.
I stället för 3.Dxd4 kan vit också spela 3.c3 vilket kallas nordisk gambit och beskrivs nedan. Nordisk gambit behandlas ibland som en egen öppning.
En annan möjlighet är 3.Sf3, ofta med övergång till skotskt parti.

## Nordisk gambit
Nordisk gambit har fått sitt namn efter att den spelades och analyserades av nordiska spelare i mitten av 1800-talet. Den förste som gjorde detta var den svenske spelaren Hans Lindehn som bland annat besegrade Wilhelm Steinitz 1864 med öppningen.
En annan som använde den var dansken Severin From och på engelska heter därför öppningen Danish Gambit (From har även gett upphov till Froms gambit).
Efter 3.c3 kan svart välja mellan att anta gambiten och att avböja den.
Om svart antar gambiten med 3...dxc3 så offrar vit oftast ytterligare en bonde med 4.Lc4 (det var det drag som Lindehn föredrog). Svart kan avstå från den andra bonden och gå över i Göringgambit men tar oftast även den med 4...cxb2 5.Lxb2. Vit får ett starkt tryck med sina båda löpare och det anses säkrast för svart att ge tillbaka en av bönderna med 5...d5. Det ger svart tid att slutföra utvecklingen och tar udden av vits angrepp. 
Om svart avböjer gambiten efter 3.c3 så sker det oftast med 3...d5. Det kan följa 4.exd5 Dxd5 5.cxd4.